# 宁乡花鼓戏

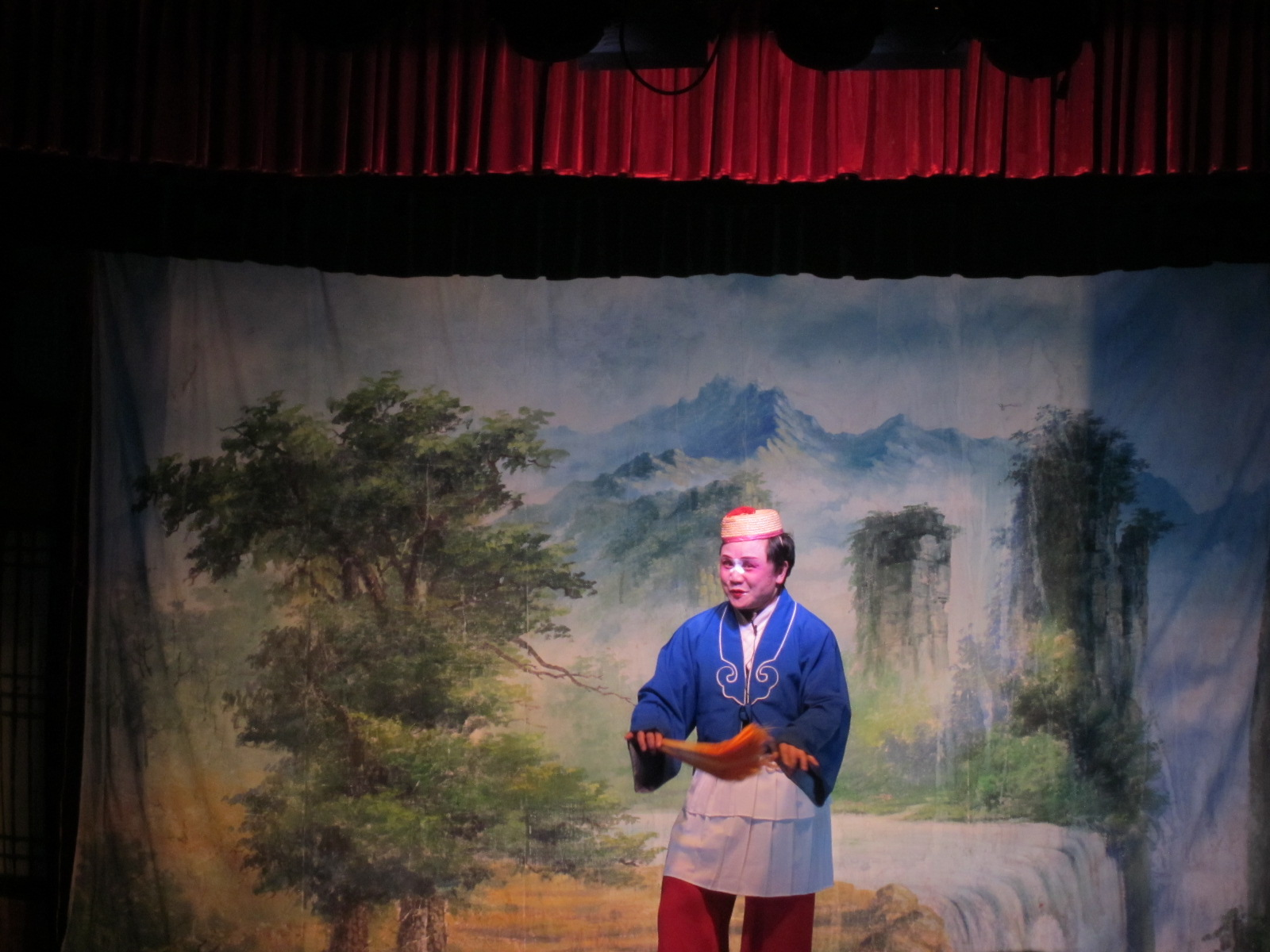
宁乡花鼓戏的小丑

宁乡花鼓戏，诞生于明朝末年清朝初期的湖南省宁乡市境内的一种戏剧。宁乡花鼓戏以宁乡话为舞台语言，融合了劳动山歌、走场牌子和戏曲音乐的一种戏剧。清朝同治年间宁乡县流沙河镇的土坝对宁乡县花鼓戏的形成做出了巨大的贡献。现在宁乡县花鼓戏主要流行于宁乡市、益阳市、湘乡市、醴陵市、浏阳市等地。

## 历史

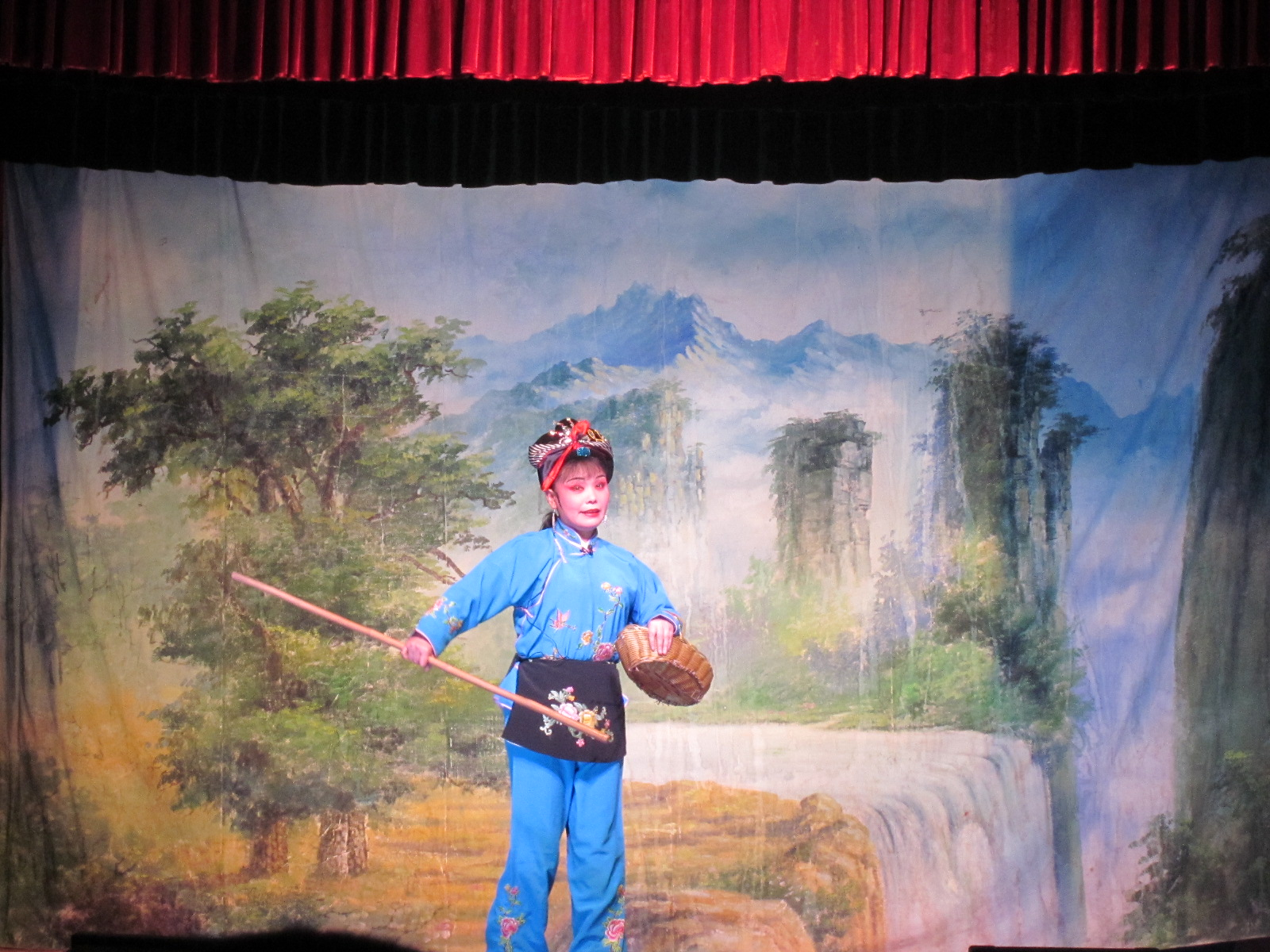
宁乡花鼓戏的小旦

### 清朝
明末清初，宁乡县人民在各大节日和婚丧喜庆的日子里，都唱着小调儿，跳着欢快的舞蹈，当时人称“打花鼓”，后来又称为“宁乡对子花鼓”，现代称为“宁乡花鼓戏”。
清朝统治阶级为了统治文化士子和钳制思想，曾明令禁止出演宁乡花鼓戏。
清朝宣统元年（1909年），宁乡城到处张贴“四言训示”的告示：“省垣首善，敦俗为先，淫戏卖武，谕禁久宣”，出现演唱花鼓戏的艺人，均被抓取坐牢；
《醴陵县志》曾记载：“采茶一名花鼓，政府以其导淫，悬为历禁，然农村往往于新春偷演，禁不能绝”。
当时的人不得不在晚上抹黑躲进深山茂林远离官府衙门所在地，用门板围成房间在里面偷偷地尽情演唱，时称“草台班”。

### 中华民国大陆时期
中华民国成立之后，对清朝各种不合理政策均取缔取消，不再缠足，不再蓄发，宁乡花鼓戏也被解放，1920年，宁乡县有著名的“义和班”，1930年，又有著名的“得胜班”，两个戏班均持续了十年的历史。

### 中华人民共和国
1953年，《贺新春》荣获中国优秀节目奖。
1956年，《跳粉墙》荣获湖南省农村群众艺术观摩优秀节目奖。
1958年，宁乡县举行了万人花鼓戏汇演。

## 行当

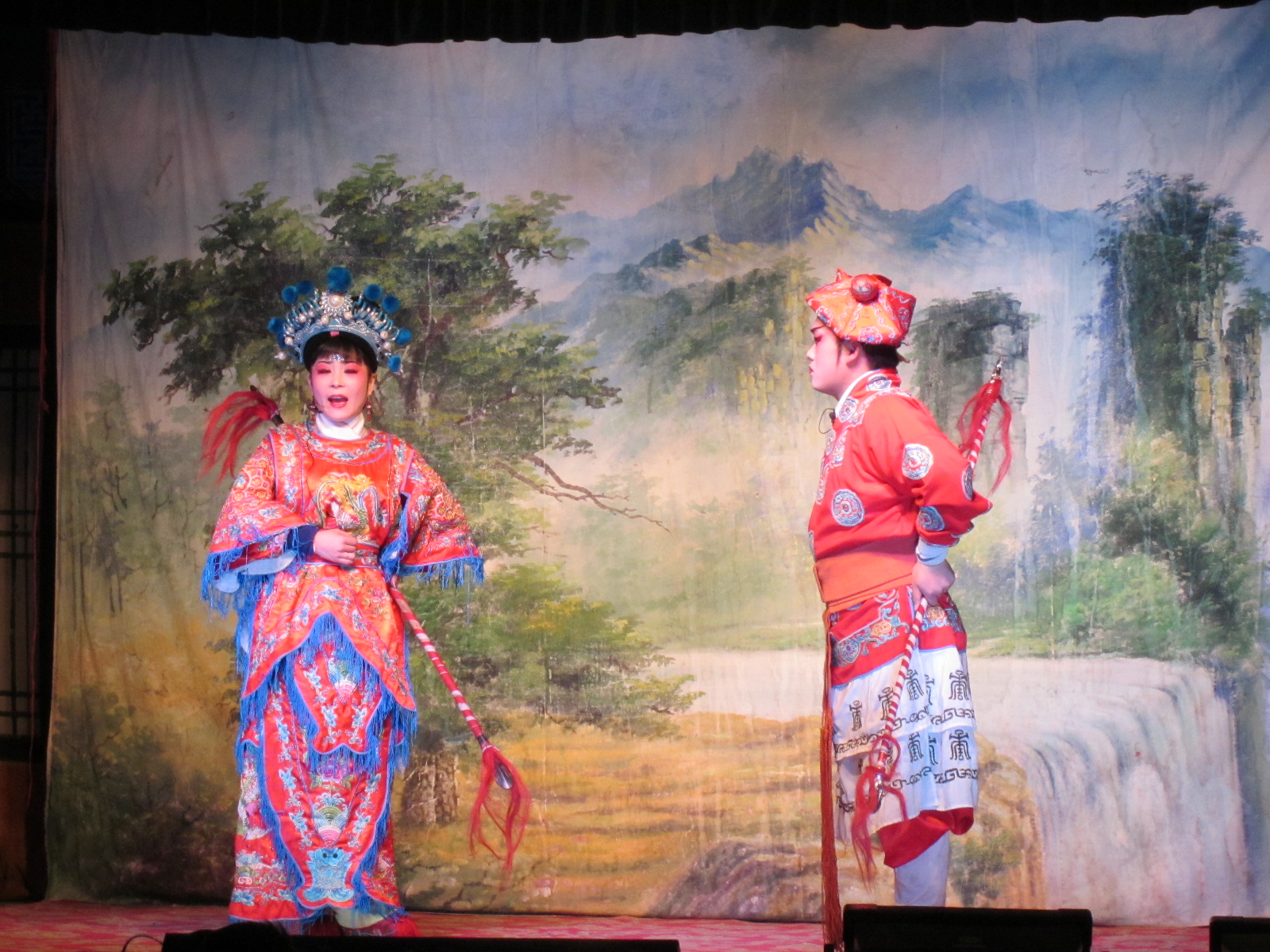
宁乡花鼓戏的小生和小旦。

最初，宁乡花鼓戏分为小旦、小丑两个角色，后来，宁乡花鼓戏分为三小戏：
- 小旦
- 小生
- 小丑

## 艺术形式
宁乡花鼓戏分为“念做唱打”四大形式。
- 念就是具有音乐性的念白。
- 做就是做动作和身段。
- 唱就是行腔用调开唱。
- 打是结合民间艺术将武术动作舞蹈化。

## 音乐

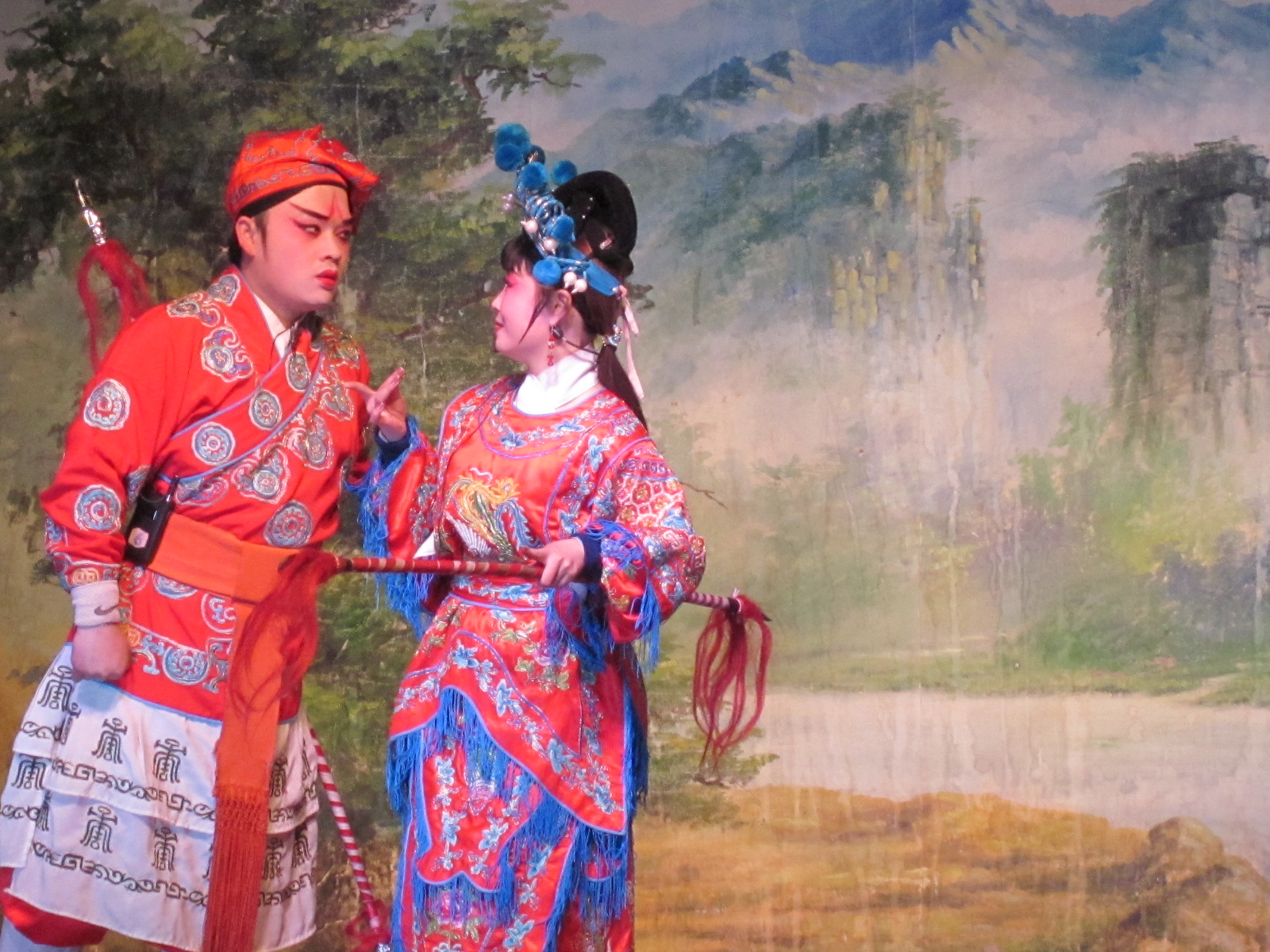
宁乡花鼓戏的小生和小旦。

### 唱腔
宁乡花鼓戏中，浏阳路以“采茶调”为主，其他各派以小调儿为主，语音婉转清脆细腻动听。

### 伴奏乐器
宁乡花鼓戏的伴奏乐器主要有鼓、锣、钹、大筒、唢呐、云锣。

### 乐队
宁乡花鼓戏的乐队一般常见的是表演者2人，乐器师10人。

## 脸谱
宁乡花鼓戏的脸谱是运用色彩和线条构成各种图案，以象征人物的性格和品质。艺人一般以对眉、逗趣、嗔怒等面部动作表示自己的喜怒哀乐。

### 道具
宁乡花鼓戏的道具主要是扇子和手绢，一根鞭子代表一匹马，一面旗子代表一支军队。

## 主要流派
宁乡花鼓戏分为五大派别，五派都以宁乡话为统一语言：
- 浏阳路
- 宁乡路
- 益阳路
- 西湖路
- 醴陵路

## 主要曲牌
- 宁乡正调
- 西湖调
- 宁乡讨学钱调
- 梁山调

## 著名艺人

### 男性
- 伍岳云
- 王命生
- 贺桂仙
- 肖克昌
- 刘珠光
- 黎运钧
- 张旭光
- 胡亚平

### 女性
- 龚淑英
- 汤雪莲
- 周顺英
- 张平
- 钟彬彬

## 著名曲目
- 《雪梅教子》
- 《孟姜女》
- 《学钱调》
- 《张先生讨学钱》（作者：贺桂先、肖克昌）
- 《闹学》
- 《要金扇》
- 《看镜》
- 《贺新春》
- 《跳粉墙》

## 脚注
1. ↑  《宁乡县志·风俗志》：“上元灯有狮灯，以木为头……，龙灯以纸扎头……。又或多杂鱼灯……。男女装唱插秧采茶等曲，曰‘打花鼓’，或跨竹马灯。各庙寺醵金演剧，观者如堵”。